# Otón I de Sajonia
Otón (circa 851-30 de noviembre de 912), llamado el Ilustre (der Erlauchte) por escritores posteriores, fue el duque de Sajonia desde 880 hasta su muerte.

## Linaje
Fue el padre de Enrique I el Pajarero, abuelo de Otón el Grande y suegro de Zuentiboldo, rey carolingio de Lotaringia.
Era el hijo menor de Ludolfo, duque de Sajonia y su esposa Oda de Billung, y sucedió a su hermano Bruno como duque después de la muerte de este último en batalla en el año 880. Su familia, cuyo nombre procede de su padre, se llama Liudolfinga, y tras el ascenso de su nieto el emperador Otón I también la dinastía otoniana.
Según Viduquindo de Corvey, le ofrecieron la corona de Alemania a la muerte de Luis el Niño. Sin embargo, no la aceptó debido a su avanzada edad y aconsejó la elección de Conrado I de Alemania, pero esto no parece ser atestiguado por otro documento.